# SN 1054
SN 1054 was een supernova in het sterrenbeeld Stier, die op 4 juli 1054 voor het eerst werd waargenomen en daarna 23 dagen lang zowel overdag als 's nachts duidelijk zichtbaar bleef. Op zijn toppunt was deze supernova vanaf de aarde gezien vermoedelijk vier keer zo helder als Venus, met een schijnbare magnitude van −6.
SN 1054 heeft de huidige Krabnevel voortgebracht, die er dus het restant van is. Uit de kern kwam tevens een pulsar voort, tegenwoordig bekend als PSR B0531+21 ofwel de Krabpulsar. Beide voornoemde objecten behoren tot de meest bestudeerde verschijnselen in de geschiedenis van de astronomie. Hierdoor is de supernova zelf vermoedelijk ook de bekendste onder astronomen geworden.

## Ontdekkingsgeschiedenis
In maart 1921 vestigde Carl Otto Lampland in een publicatie voor het eerst de aandacht op opmerkelijke veranderingen in de structuur van de Krabnevel. Een andere astronoom, John Charles Duncan, stelde enkele maanden later aan de hand van oud en nieuw beeldmateriaal vast dat verschillende punten binnen de nevel van elkaar af bewogen, en de nevel dus bezig moest zijn uit te zetten. In dezelfde periode begon de Zweed Knut Lundmark gegevens te verzamelen van wat in de traditionele Chinese astronomie kè xīng ("gaststerren") werden genoemd; in werkelijkheid waren dit ofwel novae (exploderende sterren) ofwel kometen. Lundmark stelde een lijst op van 60 vermoedelijke novae waaronder die van 1054, waarvan de locatie bijna exact samen bleek te vallen met die van de Krabnevel. 
Door alle voornoemde gegevens te combineren, kwam Edwin Hubble in januari 1928 als eerste tot de conclusie dat de Krabnevel het restant moest zijn van een stellaire explosie die ongeveer negen eeuwen eerder op aarde was waargenomen. Elf jaar later bevestigde Nicholas Mayall dat SN 1054 geen "gewone" nova was, maar een supernova. Supernovae werden tot dan toe niet echt als afzonderlijk verschijnsel onderscheiden.